# Saulny
Saulny is een gemeente in het Franse departement Moselle (regio Grand Est). Saulny telde op 1 januari 2022 1.572 inwoners.

## Geschiedenis
Tussen 1915 en 1918 en tussen 1940 en 1944 werd voor de plaats de verduitste naam Salnach in Lothringen gebruikt.
De gemeente maakt desinds 22 maart 2015 deel uit van het kanton Rombas. Daarvoor hoorde het bij het kanton Marange-Silvange, dat toen opgeheven werd. Het arrondissement Metz-Campagne fuseerde met het arrondissement Metz-Ville tot het huidige arrondissement Metz.

## Geografie
De oppervlakte van Saulny bedroeg op 1 januari 2022 9,8 vierkante kilometer; de bevolkingsdichtheid was toen 160,4 inwoners per km².

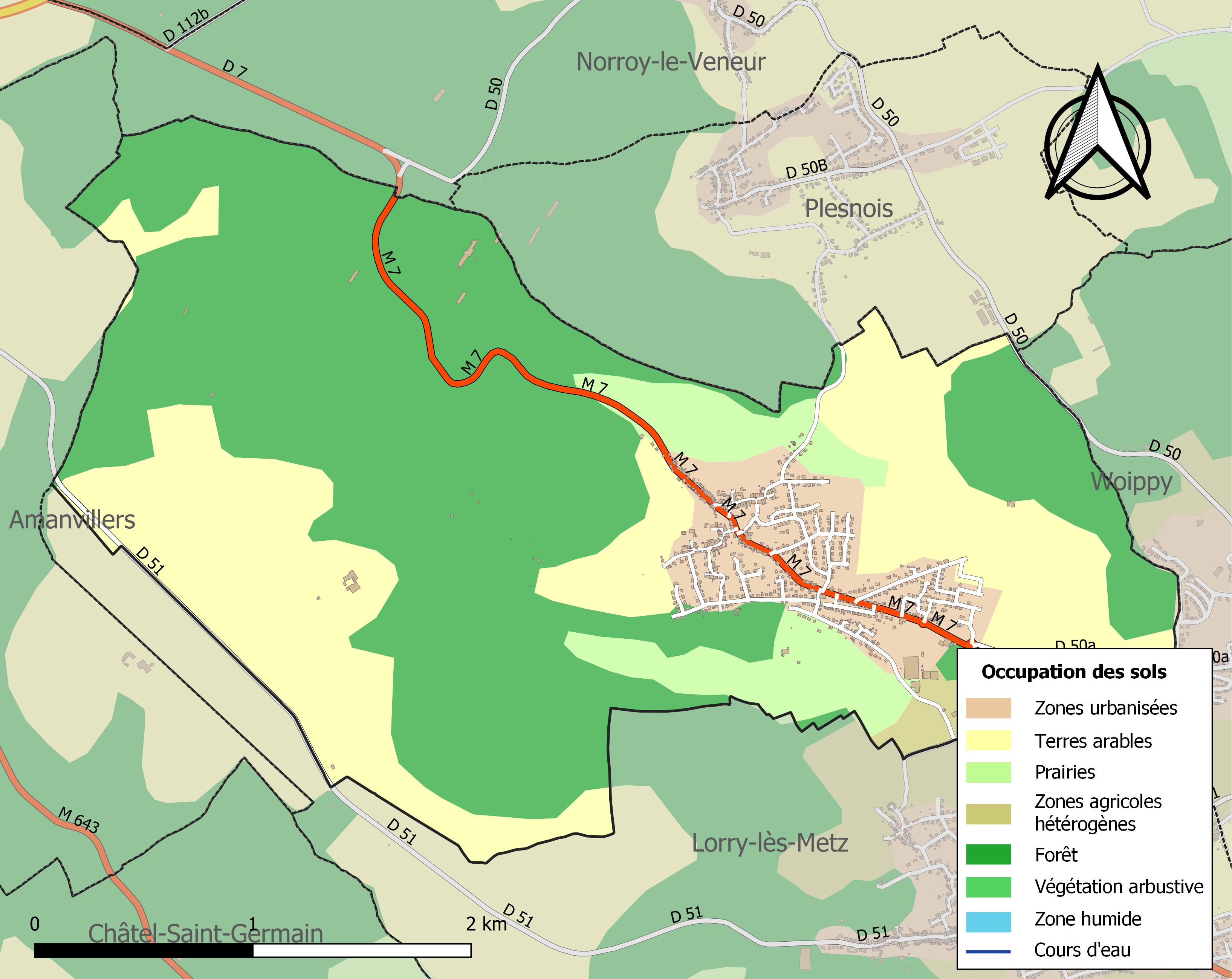
Kaart van de gemeente met de belangrijkste infrastructuur, bodemgebruik en omliggende gemeenten

## Demografie
Onderstaande figuur toont het verloop van het inwonertal (bron: INSEE-tellingen).